# Sven Co-op
Sven Co-op (обычно сокращается как SC) — кооперативная модификация для шутера от первого лица Half-Life, где игроки должны сражаться с NPC, контролируемыми искусственным интеллектом, решать головоломки и выполнять другие задачи в команде. В 2016 году выпущена как отдельная игра.
Первая версия модификации была написана и выпущена Даниэлем «Sven Viking» Фироном как небольшая модификация с двумя синглплеерными картами и NPC, перепрограммированными для мультиплеерной игры. Sven Co-op был выпущен 19 января 1999 года, перед Team Fortress Classic от самих Valve. В 2013 Valve дали право команде разработчиков опубликовать модификацию в виде standalone-продукта. Растущее количество игроков указывает на то, что моддинг оригинального Half-Life ещё существует и даже развивается. С тех пор Sven Co-op превратился в полномасштабную модификацию, у него большая команда разработчиков, он является популярным товаром на Steam.

## Геймплей
Поскольку Sven Co-op в значительной мере основан на оригинальном Half-Life, игроку в него желательно быть знакомым с геймплеем и управлением оригинала, а также пройти его учебный «тренировочный курс». Sven Co-op поддерживает синглплеер Half-Life, но слегка меняет его для улучшения кооперативной составляющей игры.
Уровни Sven Co-op разделены по миссиям и обычно отделены друг от друга. Многие миссии охватывают несколько карт, некоторые из них сведены в серию. Целью большинства уровней является нахождение выхода или выполнение некого задания — набирание очков за убийства не приоритетно. Карты выполнены в стилистике Чёрной Мезы, Второй мировой войны, современной городской войны, мультяшных и фантастических миров, а также множества других тематик. Это создаёт очень разнообразный игровой мир, так как большинство игр исполнено в одной теме и временном периоде.

### Основные особенности
- Информационная система «враг/игрок» отображает информацию об NPC и монстрах, попавших в поле зрения игрока (для монстров эту возможность можно отключить, ради реализма).
- Мапперы (создатели новых карт) теперь могут создавать «союзных» монстров для помощи как отдельным игрокам, так и командам; также расширены их возможности по изменению моделей и звуков NPC и оружия.
- Возможность изменить многие параметры игры, прописав в специальном конфигурационном .cfg-файле: игровую физику (плотность среды, скорость ходьбы, высоту прыжков и т. д.), восстановление (респаун) оружия, повреждение оружия и NPC в определённых местах карты.
- Медицинская «пушка», использующаяся для лечения и даже возрождения союзных игроков и NPC.
- Значительное улучшение оригинального ИИ.

## Изменения по сравнению с оригинальной игрой
1. Вортигонты имеют способность возрождать своих мёртвых сородичей при атаке.
2. Пехотинцы пришельцев бегут и бьют лапой, а также кидают яйца со снарками. Как только матка лопнет, из неё вылезут от 1 до 5 снарков.
3. Гономы и буллсквиды также могут бить игроков на ходу.
4. Всех дружественных NPC можно повести за собой.
5. Пехотинцы-медики лечат, если позвать их. Также они могут лечить и возрождать союзников.
6. Теперь нет проблем с передвижением NPC: модификация улучшила движение ИИ.
7. Когда вы выпускаете снарков, они не атакуют союзных NPC и других игроков.
8. Когда вас схватил барнакл, вы не сможете сами выбраться. Вам может помочь только союзник.
9. Спорометатель стреляет только режимом «споровых гранат»: выстрела спорой по прямой, как в Opposing Force, в этой версии нет.
10. Шоковый таракан берётся как шестиствольный пулемёт и не регенерирует запас энергии. Если запас закончится, таракан взорвётся. Если игрок не успел выкинуть таракана до этого, он погибает.
11. Рукоулей имеет 100 мух, а не 8, как в оригинале.
12. Учёные теперь возрождают союзных NPC и игроков, а также вылечивают их до 100%, если здоровье составляет меньше 40 единиц.